# Тайрік Мітчелл
Тайрік Квон Мітчелл (англ. Tyrick Kwon Mitchell, нар. 1 вересня 1999, Лондон, Англія) — англійський футболіст ямайського походження, фланговий захисник клубу «Крістал Пелес».

## Ігрова кар'єра

### Клубна
Тайрік Мітчелл є вихованцем лондонського футболу. Починав грати в молодіжних командах клубів «Вемблі» та «Брентфорд». Влітку 2016 року футболіст приєднався до молодіжної команди столичного клубу «Крістал Пелес». 4 липня 2020 року Мітчелл дебютував в основному складі, коли вийшов на заміну у матчі чемпіонату країни проти «Лестер Сіті».
З сезону 2020/21 Мітчелл зайняв постійне місце в основі «Крістал Пелес» і у квітні 2021 року підписав з клубом новий чотирирічний контракт. 6 травня 2023 року Мітчелл провів свій 100 - й матч в складі лондонського клубу.

### Збірна
26 березня 2022 року в товариському матчі проти Швейцарії Тайрік Мітчелл дебютував в складі національної збірної Англії.

## Титули і досягнення
- Володар Кубка Англії (1):

«Крістал Пелес»: 2024-25
- Володар Суперкубка Англії (1):

«Крістал Пелес»: 2025